# Yamatocallis palgongsanensis
Yamatocallis palgongsanensis är en insektsart. Yamatocallis palgongsanensis ingår i släktet Yamatocallis och familjen långrörsbladlöss. Inga underarter finns listade i Catalogue of Life.